# Камиця
Камиця (пол. Kamica, нім. Kämitz) — село в Польщі, у гміні Ґосьцино Колобжезького повіту Західнопоморського воєводства.